# 龍林站
龍林站（韓語：룡림역）是朝鮮民主主義人民共和國平安南道文德郡的一個鐵路車站，属于清南线。

## 邻近车站
清南线
清南站 - 龍林站 - 七里站